# 日本部活動学会
日本部活動学会（にほんぶかつどうがっかい、英称: The Japanese Association for the Study of Extracurricular Club Activities）は、部活動にかかわる研究領域を対象とする学会である。

## 概要
2017年（平成29年）に発足した。初代会長は長沼豊（茂来学園大日向中学校校長、元学習院大学教育学科教授）。
長沼によると、部活動を嫌っていると誤解されることもあるが、顧問の教職員に過度な負担を強いる従来の在り方からの「改革」を提唱しているのであり、国が掲げる部活動の「地域移行」は、完全な移管ではないため「地域展開」がより適切な表現と説明している。